# Motorový vůz M 11.0
Motorové vozy řady M 11.0 provozovaly od konce 20. let 20. století Československé státní dráhy. Byly vyrobeny v počtu devíti kusů mezi lety 1928 a 1932 v Tatře Kopřivnice pro úzkorozchodné dráhy Třemešná – Osoblaha, tratě v okolí Jindřichova Hradce a Boržavskou dráhu na Podkarpatské Rusi.

## Konstrukce
Vozy řady M 11.0 konstrukčně vycházely z motorových vozů řady M 120.3, které byly prvními vozidly v Československu s věžovým stanovištěm strojvedoucího (několika řadám podobné konstrukce se proto přezdívalo „věžáky“). Jednalo se o lehký dvounápravový motorový vůz s benzínovým motorem Tatra 10, který poháněl jedno dvojkolí. Převodovka byla mechanická čtyřstupňová s reverzačním výkyvným bubnem. Kostra vozové skříně, vyrobená z dřevěných hranolů a vyztužená ocelovými úhelníky, byla oplechována. Stanoviště strojvedoucího se nacházelo ve vyvýšené kabině uprostřed vozu společně s palivovou nádrží. Chladiče (na rozdíl od řady 120.3) byly umístěny pod čely vozu a v zimním období proto musely být chráněny sněhovými pluhy. Interiér vozu byl rozdělen na dva krajní oddíly pro cestující (čela vozu byla průchozí) a střední část s několika sedadly a schůdky do kabiny strojvedoucího. Právě do tohoto prostředního oddílu vedly z každé strany vozu jednu dveře. Vůz nebyl vybaven WC.

## Vývoj, výroba a provoz
Prvních pět vozů řady M 11.0 bylo objednáno československým ministerstvem železnic v dubnu 1928, dodány byly ještě koncem téhož roku. Další dva vozy (M 11.006 a 007) byly objednány v létě 1928 a ČSD předány v lednu 1929. Poslední dvojice vozů byla vyrobena na začátku roku 1932. Společně s motorovými vozy řady M 11.0 byly vyrobeny i podobné přípojné vozy: 3 vozy řady CDv/ú (se služebním oddílem) a 2 vozy řady Cv/ú. Vůz CDv/ú 01 jezdil na osoblažské dráze (zničen 1945), ostatní byly v provozu na Boržavské dráze na Podkarpatské Rusi (1939 převzaty maďarskými dráhami).
- M 11.001 a M 11.002 (Osoblaha) – po odstoupení pohraničí v říjnu 1938 předány Německým říšským dráhám (Deutsche Reichsbahn). Zničeny při osvobozování Československa v roce 1945.
- M 11.003–005 (Boržavská dráha) – 1939 převzaty maďarskými dráhami
- M 11.006 (Jindřichův Hradec) – po odstoupení pohraničí v říjnu 1938 předán Německým říšským dráhám, které ho nasadily na trati Gmünd – Litschau. Od 1940 jezdil na osoblažské dráze, zde s vozy M 11.001 a 002 zničen v roce 1945.
- M 11.007 a M 11.008 (Jindřichův Hradec) – po druhé světové válce převedeny do Osoblahy, zrušeny v první polovině 50. let 20. století.
- M 11.009 (Boržavská dráha) – 1939 převzat maďarskými dráhami, poté provozován též v Rumunsku. Existoval jako vrak ještě v roce 1983.